# Kevin Morby
Kevin Robert Morby (Lubbock, Texas, 2 de abril de 1988) es un músico y cantautor estadounidense. Hasta el momento ha lanzado siete álbumes de estudio, Harlem River (2013), Still Life (2014), Singing Saw (2016), City Music (2017), Oh My God (2019),  Sundowner (2020) y This is a Photograph (2022) los cuales obtuvieron aclamación por parte de los críticos indie.
Durante sus presentaciones en vivo, Morby es acompañado por su banda de apoyo; Meg Duffy (guitarra), Cyrus Gengras (bajo), y Nick Kinsey (batería).

## Biografía

### 1988–2013: Primeros años, Woods, y The Babies
Morby aprendió a tocar la guitarra a los 10 años. En su adolescencia, formó la banda Creepy Aliens.
A los 17 años, Morby dejó la escuela secundaria Blue Valley Northwest, obtuvo su GED, y se mudó de su nativo Kansas City a Brooklyn, Nueva York a mediados de los 2000, sosteniéndose a sí mismo trabajando como repartidor en bicicleta y en cafeterías. Poco después se unió a la banda noise-folk Woods como bajista. 
Mientras vivía en Brooklyn, Morby se hizo amigo de Cassie Ramone del trío punk Vivian Girls, y ambos formaron un proyecto aparte llamado The Babies, quienes lanzaron álbumes en 2011 y 2012.

### 2013–16:Harlem RiveryStill Life
Después de mudarse a Los Ángeles, Morby grabó una colección de canciones con el productor de Babies, Rob Barbato, que intentaban hacerle homenaje a la ciudad de Nueva York. Lanzado en 2013 por Woodsist Records, la colección de 8 canciones fue titulada Harlem River y se convirtió en el álbum debut de Morby. El álbum también incluye al baterista Justin Sulivan (The Babies) como también incluyen contribuciones de Will Canzoneri, Tim Presley (White Fence), Dan Lead y Cate Le Bon.
Mientras estaba en gira, Morby compuso canciones que fueron luego incluidas en su segundo álbum, Still Life. El álbum fue una vez más producido por Rob Barbato y lanzado el 14 de octubre de 2014.

### 2016–2018:Singing SawyCity Music
Morby trabajó con Sam Cohen (Apolo Sunshine, Yellowbirds) en su tercer álbum, titulado Singing Saw, que fue lanzado el 15 de abril de 2016.
El 27 de octubre de 2016, Morby lanzó el sencillo, «Beautiful Strangers», que fue escrito y dedicado en memoria de las víctimas de Orlando y para apoyar el trabajo de Everytown for Gun Safety.
El cuarto álbum de estudio de Morby fue grabado con su banda en vivo, con la guitarrista Meg Duffy observando: «todos trabajamos en el siguiente disco juntos, bastante colaborativamente en términos de organización. Pasamos una semana en un hermoso estudio, cerca de Stinson Beach.» El álbum, City Music, fue lanzado en junio de 2017.
En 2018, Morby produjo el álbum If Only There Was a River de la cantautora Anna St. Louis, lanzado en su imprenta Mare Records.

### 2019:Oh My God
El quinto álbum de estudio de Morby, Oh My God, fue anunciado el 27 de febrero de 2019. El primer sencillo del álbum, «No Halo» fue lanzado en el mismo día. Oh My God fue lanzado el 26 de abril de 2019 a través de Dead Oceans.
Para este disco volvió ser producido por Sam Cohen, después de haber colaborado en Singing Saw y posteriormente This is a Photograph en 2022.
Oh My God recibió una gran aclamación de la crítica (19 de 20 reseñas publicadas agregadas en Metacritic obtuvieron calificaciones positivas). [19] Apareció en la edición impresa del Wall Street Journal del 24 de abril de 2019 con el título “Intervención divina” y se calificó como lo mejor de Morby. El álbum alcanzó el número 2 en las listas de álbumes de Heatseekers de Billboard .
En septiembre de 2019, Morby se reunió con Woods (su antigua disquera)  para una actuación especial en su festival Woodsist.

### 2019–2020:Sundowner
El sexto álbum de estudio de Morby, Sundowner, se anunció el 1 de septiembre de 2020. El primer sencillo del álbum, «Campfire» fue lanzado en el mismo día. Sundwoner fue lanzado el 16 de octubre de 2020 a través de Dead Oceans.
A través del portal de Substack de Morby, menciona que tenía Sundowner listo desde antes que se publicara su disco Oh My God, y debido al Covid-19 y la cancelación del resto de gira del tour de Oh My God fue el tiempo perfecto para publicar Sundowner'
Sundowner estuvo bajo la producción de Brad Cook, amigo de Kevin, y se grabó en Sonic Ranch, en Texas.

### 2021:A Night At The Little Los Angeles (Sundowner 4-Track Demos)
El 8 de octubre de 2021, Morby lanzó A Night at the Little Los Angeles , una colección de versiones de demostración de 4 pistas de las canciones de Sundowner . Incluye demostraciones de todas las canciones excepto "Jamie", que se reemplaza con una versión de demostración del sencillo independiente de Morby "US Mail".

## Influencias
Morby cita a Lou Reed, Bob Dylan, Neil Young y Simon Joyner como sus artistas favoritos.

## Banda de apoyo
La banda de apoyo de Morby consiste en la siguiente:
- Meg Duffy – guitarra, teclado, coros (2015–presente)
- Cyrus Gengras – bajo eléctrico (2016–presente)
- Nick Kinsey – batería (2016–presente)

Anterior
- Justin Sullivan – batería (2013–2016)

## Discografía

### Artista solista

#### Sencillos
| Título               | Detalles                                                                                   |  |
| -------------------- | ------------------------------------------------------------------------------------------ |  |
| Harlem River         | - Lanzado: 26 de noviembre de 2013 - Sello: Woodsist - Formatos: CD, LP, descarga digital  |  |
| Still Life           | - Lanzado: 14 de octubre de 2014 - Sello: Woodsist - Formatos: CD, LP, descarga digital    |  |
| Singing Saw          | - Lanzado: 15 de abril de 2016 - Sello: Dead Oceans - Formatos: CD, LP, descarga digital   |  |
| City Music           | - Lanzado: 16 de junio de 2017 - Sello: Dead Oceans - Formatos: CD, LP, descarga digital   |  |
| Oh My God            | - Lanzado: 26 de abril de 2019 - Sello: Dead Oceans - Formatos: CD, LP, descarga digital   |  |
| Sundowner            | - Lanzado: 16 de octubre de 2020 - Sello: Dead Oceans - Formatos: CD, LP, descarga digital |  |
| This is a Photograph | - Lanzado: 13 de mayo de 2022 - Sello: Dead Oceans - Formatos: CD, LP, descarga digital    |  |

| Título                                               | Año  | Álbum     |
| ---------------------------------------------------- | ---- | --------- |
| «My Name»                                            | 2014 | —         |
| «Moonshiner»/«Bridge to Gaia»                        | 2015 | —         |
| «Tiny Fires»                                         | 2016 | —         |
| «Beautiful Strangers»/«No Place To Fall»             | 2016 | —         |
| «Baltimore (Sky at Night)»/«Baltimore (County Line)» | 2017 | —         |
| «No Halo»                                            | 2019 | Oh My God |
| «Nothing Sacred / All Things Wild»                   | 2019 | Oh My God |
| «OMG Rock n Roll»                                    | 2019 | Oh My God |

#### Sencillos compartidos
| Título               | Año  | Otro artista   |
| -------------------- | ---- | -------------- |
| «Solo Family Creeps» | 2009 | G. Lucas Crane |

#### Apariciones en álbumes
| Álbum                                              | Año  | Artista                       | Notas                                                |
| -------------------------------------------------- | ---- | ----------------------------- | ---------------------------------------------------- |
| Danger Bird Blues/RRRip-It-Up                      | 2008 | Ad Astra Per Aspera           | Voces en el coro                                     |
| New Secrets                                        | 2013 | Dennis Callaci & Simon Joyner | Guitarra eléctrica, voz secundaria, percusión        |
| Resistance Radio: The Man in the High Castle Album | 2017 | Artistas varios               | Cover de «I Only Have Eyes for You» de The Flamingos |
| If Only There Was a River                          | 2018 | Anna St. Louis                | Productor                                            |

#### Videos musicales
| Título                             | Año  | Director(a)       |
| ---------------------------------- | ---- | ----------------- |
| «Harlem River»                     | 2013 | Adarsha Benjamin  |
| «If You Leave and If You Marry»    | 2014 | —                 |
| «All of My Life»                   | 2014 | Patrick O'Dell    |
| «Dancer»                           | 2015 | Elizabeth Skadden |
| «Parade»                           | 2015 | Elise Tyler       |
| «I Have Been To The Mountain»      | 2016 | Phillip Lopez     |
| «Dorothy»                          | 2016 | Christopher Good  |
| «City Music»                       | 2017 | Christopher Good  |
| «Downtown's Lights»                | 2017 | Hugo Jouxtel      |
| «No Halo»                          | 2019 | Christopher Good  |
| «Nothing Sacred / All Things Wild» | 2019 | Christopher Good  |
| «OMG Rock n Roll»                  | 2019 | Christopher Good  |

### con Woods
- Songs of Shame (2009)
- At Echo Lake (2010)
- Sun and Shade (2011)
- Bend Beyond (2012)

### con The Babies
- The Babies (2011)
- Our House on the Hill (2012)